# Dick Wildung
Richard Kay „Dick“ Wildung (* 16. August 1921 in Anoka, Minnesota; † 15. März 2006 in Minneapolis, Minnesota) war ein US-amerikanischer American-Football-Spieler. Er spielte unter anderem als Offensive Tackle in der National Football League (NFL) bei den Green Bay Packers.

## Spielerlaufbahn

### Collegekarriere
Richard Wildung wurde in Anoka geboren und wuchs in Luverne auf, wo er auch die Highschool besuchte. Nach seinem Schulabschluss studierte er an der University of Minnesota, für deren College-Football-Mannschaft, die Minnesota Golden Gophers, er von 1940 bis 1942 als Offensive Tackle spielte. In den Jahren 1940 und 1941 gewann er mit seinem Team die nationale Collegemeisterschaft. 1941 und 1942 wurde er zum All-American gewählt. 1942 wurde er als Mannschaftskapitän MVP seines Teams, zudem spielte er im East–West Shrine Game, einem Auswahlspiel mit den besten College-Football-Spielern des Jahres. Sein College zeichnete ihn von 1940 bis 1942 aufgrund seiner sportlichen Leistungen aus.

### Profikarriere
Im Jahr 1943 wurde Dick Wildung von den Green Bay Packers in der ersten Runde an achter Stelle der NFL Draft ausgewählt. Bevor er seine Spielerlaufbahn fortsetzen konnte, wurde er von der US Navy eingezogen und diente als Lieutenant während des Zweiten Weltkrieges im Pazifik auf einem PT boat. Erst im Jahr 1946 konnte er sich dem von Curly Lambeau trainierten Team aus Green Bay anschließen. In Green Bay war er bis 1953 aktiv, wobei er die Saison 1952 aufgrund seines Militärdienstes im Koreakrieg aussetzen musste. Richard Wildung konnte mit den Green Bay Packers nie einen Meistertitel erringen. Wildung starb im Jahr 2006 und ist auf dem Fort Snelling National Cemetery in Minneapolis beerdigt.

## Ehrungen
Dick Wildung spielte in einem Pro Bowl und wurde dreimal zum All-Pro gewählt. Wildung ist Mitglied in der College Football Hall of Fame und in der Green Bay Packers Hall of Fame.